# Bytecode Java
Bytecode Java là tập lệnh của máy ảo Java (JVM), thứ mà Java và các mã nguồn tương thích với JVM khác được biên dịch. Mỗi lệnh được biểu diễn bằng một byte đơn, do đó có tên là bytecode, khiến đây trở thành một dạng dữ liệu nhỏ gọn.
Do bản chất của bytecode, chương trình bytecode Java có thể chạy trên bất kỳ máy nào có JVM tương thích mà không cần phải trải qua quá trình biên dịch dài dòng từ mã nguồn.
Bytecode Java được sử dụng khi chạy, được JVM thông dịch hoặc biên dịch thành ngôn ngữ máy thông qua biên dịch just-in-time (JIT) và chạy như một ứng dụng gốc.
Vì bytecode Java được thiết kế để tương thích và bảo mật trên nhiều nền tảng nên ứng dụng bytecode Java có xu hướng chạy nhất quán trên nhiều cấu hình phần cứng và phần mềm khác nhau.

## Liên quan đến Java
Một lập trình viên Java hoàn toàn không cần phải biết hoặc hiểu bytecode Java. Tuy nhiên, như đề xuất trên IBM developerWorks, "Hiểu bytecode cùng việc trình biên dịch Java có thể tạo ra bytecode như nào có thể giúp cho lập trình viên Java theo cách tương tự như hợp ngữ giúp cho lập trình viên C hay C++."

## Kiến trúc tập lệnh
JVM dựa theo kiến trúc của cả máy xếp (stack machine) và máy thanh ghi (register machine).